# 尼古拉·库兹明
尼古拉·尼古拉耶维奇·库兹明（俄语：Никола́й Никола́евич Кузьми́н，1883年4月3日（3月22日）—1938年2月28日）他是苏联军事高级将领、中亚军区政治部主任、西伯利亚军区政治部主任，他还波罗的海舰队的政治委员。1937年遭到逮捕，被指责从事反革命活动。1938年判处枪决。1956年平反。